# 山矾叶九节
山矾叶九节（学名：Psychotria symplocifolia）为茜草科九节属下的一个种。生于山地林中，海拔1270-2300米。分布于缅甸、印度。

## 特征
灌木或小乔木，高1-5米。
叶对生，纸质或革质，倒卵状披针形、椭圆状倒卵形或椭圆状披针形，长6-12.7厘米，宽2-5.5厘米，顶端短或急渐尖，基部渐狭，全缘，边稍反卷，干时暗红色，两面无毛，侧脉6-12对，在下面凸起；叶柄长0.5-3.5厘米；托叶阔卵形，基部长约6毫米，顶端钻状渐尖，稍被黄褐色微柔毛。
聚伞花序圆锥状，常三歧分枝，长2.5-6厘米，宽1.5-2.5厘米，总花梗长1-2.5厘米；苞片和小苞片很小；花萼杯状，宽约2毫米，顶端短5裂，裂片三角形；花冠外面无毛，冠管短，喉部被白色长柔毛，花冠裂片卵状三角形，长约2.2毫米，宽约1毫米，开放时反折；花药长圆形，长约1.2毫米。
果椭圆形，红色，长6-9毫米，宽4-6毫米，具柄，较疏。
小核腹面平，背面具1纵肋。花期2-4月，果期6月。

## 扩展阅读
- 維基物種上的相關：山矾叶九节

1. ↑  . db.kib.ac.cn.   [2020-07-28]. （原始内容存档于2020-07-28）.